# Geodia conchilega
Geodia conchilega är en svampdjursart som beskrevs av Schmidt 1862. Geodia conchilega ingår i släktet Geodia och familjen Geodiidae. Inga underarter finns listade i Catalogue of Life.